# Летње олимпијске игре 1948.
XIV Олимпијске игре одржане су у Лондону, у Уједињеном Краљевству. Биле су то прве игре након олимпијских игара у Берлину 1936. и паузе од 12 година узроковане Другим светским ратом. Како су у то време успомене на нетом завршени рат још биле врло свеже, Њемачка и Јапан нису били позвани на учествовање на олимпијским играма.
Такмичарска звезда игара је била Холандска атлетичарка Фани Бланкерс-Коен, која је освојила четири златне медаље у спринтерским дисциплинама. Запажен је био и досег такмичарке у мачевању Илоне Елек из Мађарске али и кануиста Јана Брзака из Чехословачке, који су успјешно одбранили златне олимпијске медаље освојене 12 година раније на олимпијским играма у Берлину 1936.
По први пута је уведен обичај доделе Олимпијских диплома за шест првопласираних такмичараа или екипа у свакој дисциплини.

## Списак спортова
Пливање, скокови у воду и ватерполо су сматрани различитим дисциплинама истог спорта.
| - Атлетика (детаљи) - Бокс - Бициклизам (детаљи) - Дизање тегова - Гимнастика - Хокеј на трави - Рвање - Једрење - Кајак и кану на мирним водама (детаљи) - Кошарка |  | - Коњички спорт - Мачевање - Модерни петобој - Фудбал (детаљи) - Пливање (детаљи) - Скокови у воду - Стрељаштво (детаљи) - Ватерполо (детаљи) - Веслање (детаљи) |

## Биланс медаља
| Летње олимпијске игре 1948. | Летње олимпијске игре 1948. | Летње олимпијске игре 1948. | Летње олимпијске игре 1948. | Летње олимпијске игре 1948. |     |
| Пласман                     | Држава                      |                             |                             |                             |     |
| --------------------------- | --------------------------- | --------------------------- | --------------------------- | --------------------------- | --- |
| 1                           | САД                         | 38                          | 27                          | 19                          | 84  |
| 2                           | Шведска                     | 16                          | 11                          | 17                          | 44  |
| 3                           | Француска                   | 10                          | 6                           | 13                          | 29  |
| 4                           | Мађарска                    | 10                          | 5                           | 12                          | 27  |
| 5                           | Италија                     | 8                           | 11                          | 8                           | 27  |
| 6                           | Финска                      | 8                           | 7                           | 5                           | 20  |
| 7                           | Турска                      | 6                           | 4                           | 2                           | 12  |
| 8                           | Чехословачка                | 6                           | 2                           | 3                           | 11  |
| 9                           | Швајцарска                  | 5                           | 10                          | 5                           | 20  |
| 10                          | Данска                      | 5                           | 7                           | 8                           | 20  |
| 11                          | Холандија                   | 5                           | 2                           | 9                           | 16  |
| 12                          | Уједињено Краљевство        | 3                           | 14                          | 6                           | 23  |
| 13                          | Аргентина                   | 3                           | 3                           | 1                           | 7   |
| 14                          | Аустралија                  | 2                           | 6                           | 5                           | 13  |
| 15                          | Белгија                     | 2                           | 2                           | 3                           | 7   |
| 16                          | Египат                      | 2                           | 2                           | 1                           | 5   |
| 17                          | Мексико                     | 2                           | 1                           | 2                           | 5   |
| 18                          | Јужноафричка Унија          | 2                           | 1                           | 1                           | 4   |
| 19                          | Норвешка                    | 1                           | 3                           | 3                           | 7   |
| 20                          | Јамајка                     | 1                           | 2                           | 0                           | 3   |
| 21                          | Аустралија                  | 1                           | 0                           | 3                           | 4   |
| 22                          | Индија                      | 1                           | 0                           | 0                           | 1   |
| 22                          | Перу                        | 1                           | 0                           | 0                           | 1   |
| 24                          | ФНРЈ                        | 0                           | 2                           | 0                           | 2   |
| 25                          | Канада                      | 0                           | 1                           | 2                           | 3   |
| 26                          | Португалија                 | 0                           | 1                           | 1                           | 2   |
| 26                          | Уругвај                     | 0                           | 1                           | 1                           | 2   |
| 28                          | Куба                        | 0                           | 1                           | 0                           | 1   |
| 28                          | Шпанија                     | 0                           | 1                           | 0                           | 1   |
| 28                          | Цејлон                      | 0                           | 1                           | 0                           | 1   |
| 28                          | Тринидад и Тобаго           | 0                           | 1                           | 0                           | 1   |
| 32                          | Јужна Кореја                | 0                           | 0                           | 2                           | 2   |
| 32                          | Панама                      | 0                           | 0                           | 2                           | 2   |
| 34                          | Бразил                      | 0                           | 0                           | 1                           | 1   |
| 34                          | Иран                        | 0                           | 0                           | 1                           | 1   |
| 34                          | Пољска                      | 0                           | 0                           | 1                           | 1   |
| 34                          | Порторико                   | 0                           | 0                           | 1                           | 1   |
|                             | Укупно                      | 138                         | 135                         | 138                         | 411 |